# گئورگیوس ماسوراس
گئورگیوس ماسوراس (یونانی: Γεώργιος Μασούρας؛ زادهٔ ۱ ژانویهٔ ۱۹۹۴) بازیکن فوتبال اهل یونان است.
از باشگاه‌هایی که در آن بازی کرده‌است می‌توان به باشگاه فوتبال پانیونیوس اشاره کرد.
وی همچنین در تیم‌های ملی فوتبال زیر ۲۱ سال یونان و یونان بازی کرده‌است.